# Philippe Pétain
Henri Philippe Benoni Omer Joseph Pétain, bolj znan kot Philippe Petain ali kar Maršal Petain, francoski general in častnik, * 24. april 1856, Cauchy-à-la-Tour, Pas-de-Calais, Francija, † 23. julij 1951, Île d'Yeu, Vendée, Francija.
Pétain je ob koncu prve svetovne vojne dosegel položaj maršala Francije, med katero je postal znan kot Verdunski lev (francosko: le lion de Verdun). Nato je bil med letoma 1940 in 1944 vodja države, znane pod imenom Višijska Francija. Pétain, ki je bil leta 1940 star 84 let, velja za najstarejšega francoskega predsednika države.
V prvi svetovni vojni je Pétain vodil francosko vojsko do zmage v devetmesečni bitki pri Verdunu. Po neuspešni ofenzivi Nivelle in kasnejših uporih je bil imenovan za vrhovnega poveljnika in mu je uspelo ohraniti samozavest vojske. Pétain je ostal poveljnik do konca vojne in je bil kmalu razglašen za narodnega heroja. V medvojnem obdobju je bil vodja francoske vojske, poveljeval pa je tudi skupnim francosko-španskim operacijam v Rifski vojni, kjer je dvakrat služil kot vladni minister. V tem času je bil znan kot le vieux Maréchal (Stari maršal).  
Zaradi skorajšnjega padca Francije v bitki z Nemčijo, in vlade, ki je želela zaprositi za premirje, je 17. junija 1940 premier Paul Reynaud odstopil in predsedniku Lebrunu priporočil, naj na njegovo mesto imenuje maršala Pétaina, kar je storil isti dan, medtem ko je vlada odšla v Bordeaux. Predsedniški kabinet se je nato odločil, da podpiše premirje z Nacistično Nemčijo in Fašistično Italijo. Celotna vlada se je nato za kratek čas preselila v Clermont-Ferrand, nato pa v zdraviliško mesto Vichy v osrednji Franciji. Vlada je nato glasovala za preimenovanje poražene francoske tretje republike v Francosko državo, bolj znano pod imenom Višijska Francija, z avtoritarnim režimom, ki je sodeloval z silami osi. Potem, ko sta Nemčija in Italija novembra 1942 okupirali še preostali del Francije, je Pétainova vlada zelo tesno sodelovala z vojaško upravo nacistične Nemčije. 
Po vojni je bil Pétain pridržan v priporu, kmalu pa so mu sodili zaradi izdaje. Prvotno je bil obsojen na smrtno kazen, vendar je bila zaradi visoke starosti in njegovega dobrega služenja v prvi svetovni vojni kazen spremenjena v dosmrtni zapor. Pétain je umrl leta 1951. Francoski general Charles de Gaulle je zapisal, da je bilo Pétainovo življenje zaporedoma banalno, nato veličastno ter obžalovanja vredno, vendar nikoli povprečeno.  

## Zgodnje življenje

### Otroštvo in družina
Philippe Pétain se je rodil 24. aprila 1856 v Cauchy-à-la-Tourju v Pas-de-Calais v severni Franciji. Njegov oče Omer-Venant je bil kmet, njegov prastric, katoliški duhovnik, pater Abbe Lefebvre (1771–1866), pa je služil v Napoleonovi vojski Grande Armée in mlademu Philippu pripovedoval zgodbe o vojni in pustolovščini njegovih pohodov od polotokov Italije do Alp v Švici. Ker je bil zelo navdušen nad pripovedajočimi zgodbami, ki mu jih je pripovedoval njegov stric, je Philippe Pétain svojo poklicno kariero usmeril v vojsko.

### Zasebno življenje
Pétain je bil do svojega 64 leta starosti samski. Po prvi svetovni vojni se je Pétain 14. septembra 1920 poročil s svojo nekdanjo punco Eugénie Hardon (1877–1962): ostala sta poročena do konca Pétainovega življenja. Potem, ko je zavrnila Pétainovo prvo poročno ponudbo, se je Hardon poročila z Françoisom de Hérainom, s katerim se je ločila leta 1914, ko je bila stara 35 let. Ob začetku bitke pri Verdunu leta 1916 naj bi Pétaina ponoči iz pariškega hotela premestilo osebje, častnik, ki je vedel, da ga je mogoče najti pri Eugénie Hardonu. S Pétainom nista imela nobenih otrok, je pa Hardon že imela sina iz prvega zakona, Pierra de Héraina, ki ga pa Pétain močno ni maral.

## Zgodnja vojaška leta
Pétain se je leta 1876 pridružil francoski vojski in obiskoval vojaško akademijo St Cyr leta 1887 in École Supérieure de Guerre (vojna vojaška šola) v Parizu. Med letoma 1878 in 1899 je služil v različnih vojaških skupinah z različnimi vojaškimi skupinami Chasseurs à pied, elitne lahke pehote francoske vojske. Nato je zamenjal štabne in polkove naloge. 
Pétainova kariera je napredovala počasi, saj je zavrnil filozofijo francoske vojske o besnem napadu vojske in namesto tega trdil, da "ognjena moč ubija". Njegovi pogledi so se pozneje izkazali za pravilne med prvo svetovno vojno. Leta 1890 je bil imenovan za stotnika in leta 1900 za poveljnika (Chef de Bataillon). Marca 1904, ko je takrat služil v 104. skupini, je bil imenovan za izrednega profesorja uporabne vojaške taktike na École Supérieure de Guerre in naslednji napredovanje v podpolkovnika je bil 3. aprila 1908 imenovan za profesorja. 1. januarja 1910 je bil imenovan za polkovnika.
Za razliko od mnogih francoskih častnikov je Pétain služil predvsem v celinskem delu Francije, nikoli v Francoski Indokini ali kateri koli od afriških kolonij, čeprav je sodeloval v kampanji Rif v Maroku. Kot polkovnik je 25. junija 1911 dobil poveljstvo nad 33. pehotnim polkom v Arrasu; mladi poročnik Charles de Gaulle, ki je služil pod njegovim poveljstvom, je pozneje zapisal, da je njegov "prvi polkovnik Pétain (ga) učil umetnost poveljevanja". Spomladi 1914 je Pétain dobil poveljstvo brigade (še vedno v činu polkovnika). Do takrat, ko je bil star 58 let in mu je bilo rečeno, da nikoli ne bo postal general, si je Pétain najel vilo za upokojitev.

## Služenje v prvi svetovni vojni

### Začetek vojne
Pétain je vodil svojo brigado v bitki pri Guiseu 29. avgusta 1914. Naslednji dan je bil imenovan za brigadnega generala, da bi nadomestil poveljnika Pierra Peslina, ki je storil samomor. Poveljstvo 6. divizije je dobil pravočasno za prvo bitko na Marni; nekaj več kot mesec dni pozneje, oktobra 1914, je bil ponovno povišan in postal je poveljnik XXXIII. Potem, ko je vodil svojo vojsko v spomladanski ofenzivi Artois 1915, je julija 1915 dobil poveljstvo nad drugo armado, ki jo je jeseni vodil v šampanjski ofenzivi. Pridobil je sloves enega uspešnejših poveljnikov na zahodni fronti.

### Bitka pri Verdonu
Pétain je poveljeval drugi armadi na začetku bitke pri Verdunu februarja 1916. Med bitko je bil imenovan za poveljnika armadne skupine centra, ki je vsebovala skupaj 52 divizij. Namesto, da je več mesecev zadrževal iste vojaške divizije na bojišču v Verdunu, podobno nemškemu sistemu, jih je zamenjal že po dveh tednih na frontnih črtah. Njegova odločitev, da organizira prevoz s tovornjaki čez "Voie Sacrée", da bi v Verdun pripeljal neprekinjen dotok topništva, streliva in izurjenih čet, je prav tako igrala ključno vlogo pri zatiranju nemškega napada do dokončnega ustavljanja julija 1916. Pravzaprav je uporabil osnovno načelo, ki je bilo temelj njegovih naukov na vojni šoli École de Guerre pred prvo svetovno vojno: "le feu tue!"  ali "ognjena moč ubija!" - v tem primeru pomeni francosko poljsko topništvo, ki je v prvih petih mesecih bitke na Nemce izstrelilo več kot 15 milijonov granat. Čeprav je Pétain rekel "On les aura!" ("Dobili jih bomo!"), drugi slavni citat, ki mu ga pogosto pripisujejo - "Ils ne passeront pas!"  ("Ne bodo mimo"!) – je pravzaprav izrekel Robert Nivelle, ki ga je nasledil pri poveljstvu Druge armade pri Verdunu maja 1916. Čisto konec leta 1916 je Nivelle pomagal Pétainu, da bi zamenjal Josepha Joffra kot glavnega francoskega poveljnika.

### Upor
Zaradi visokega prestiža usposobljenega vojaka je Pétain kratek čas služil kot načelnik štaba vojske (od konca aprila 1917). Nato je postal vrhovni poveljnik celotne francoske vojske in zamenjal generala Nivella, čigar ofenziva Chemin des Dames je propadla aprila 1917, s čimer je izzval razširjene upore v francoski vojski. Vključevali so v različni meri skoraj polovico francoskih pehotnih divizij, nameščenih na zahodni fronti. Pétain je povrnil moralo tako, da se je pogovarjal z moškimi vojaki in jim obljubil, da se ne bodo več dogajali samomorilni napadi ter zagotovil počitek izčrpanim enotam, dopust doma in zmerno disciplino. Imel je 3400 vojnih sodišč; 554 upornikov je bilo obsojenih na smrtno kazen, več kot 90 % pa so bile obsojene omenjene. Upori so bili tajni pred Nemci, njihov celoten obseg in intenzivnost pa sta bila razkrita šele desetletja pozneje. Gilbert in Bernard najdeta več vzrokov:
Neposredni vzrok je bil skrajni optimizem in kasnejše razočaranje ob ofenzivi Nivelle spomladi 1917. Drugi vzroki so bili pacifizem, ki ga je spodbudila ruska revolucija in sindikalno gibanje, ter razočaranje nad neprihodom ameriških čet. 
Pétain je v drugi polovici leta 1917 izvedel nekaj uspešnih, a omejenih ofenziv, za razliko od Britancev, ki so te jeseni zaostali v neuspešni ofenzivi pri Passchendaele. Namesto tega se je Pétain vzdržal večjih francoskih ofenziv, dokler Američani niso prispeli na vojaške fronte, kar se je zgodilo šele v začetku poletja 1918. Prav tako je čakal na uvedbo novih tankov Renault FT v veliko število, od koder je prišla njegova znana izjava: "Čakam na tanke in Američane."

### Konec vojne
Leta 1918 je prišlo do velikih nemških ofenziv na zahodni fronti. Prva od teh, operacija Michael marca 1918, je grozila, da bo britanske in francoske sile uničila, in potem, ko je Pétain zagrozil, da se bo umaknil v Pariz, je bila sklicana Doullensova konferenca. Tik pred glavnim sestankom je premier Georges Clemenceau trdil, da je slišal Pétaina reči: "les Allemands battront les Anglais en rase campagne, après quoi ils nous battront aussi" ("Nemci bodo premagali Angleže na odprtem terenu, potem bodo" premagal tudi nas"). O tem pogovoru je poročal predsedniku Poincaréju in dodal, da "general zagotovo ne bi smel govoriti ali razmišljati tako." Haig je zapisal, da je imel Pétain grozen videz. "Imel je videz poveljnika, ki je izgubil živce" je izjavil. Pétain je verjel – napačno – da je bila Goughova peta armada poražena tako kot Italijani pri Kobaridu. Na konferenci je bil Ferdinand Foch imenovan za zavezniškega generala, sprva s pooblastili za usklajevanje in razporeditev zavezniških rezerv, kjer se mu je zdelo primerno. Pétain je sčasoma priskočil na pomoč Britancem in zavaroval fronto s štiridesetimi francoskimi divizijami. 
Pétain se je izkazal za sposobnega nasprotnika Nemcev tako v obrambi kot v protinapadih. Tretja ofenziva, "Blücher", maja 1918, je doživela velik nemški napredek na Aisne, saj je poveljnik francoske vojske (Humbert) ignoriral Pétainova navodila za globinsko obrambo in je namesto tega dovolil, da so njegovi ljudje storili začetno množično nemško bombardiranje. V času zadnjih nemških ofenziv, Gneisenaua in druge bitke na Marni, se je Pétain z novimi francoskimi tanki in s pomočjo Američanov lahko poglobljeno branil in sprožil protiofenzivo. Kasneje v tem letu je Pétainu odvzel pravico do neposredne pritožbe na francosko vlado in zahteval, da poroča Fochu, ki je vse bolj prevzemal koordinacijo in končno poveljevanje zavezniških ofenziv. Po končani vojni je Pétain 21. novembra 1918 postal maršal Francije.

## Medvojno obdobje

### Narodni heroj Francije
Pétain je končal vojno, v kateri je veljal za časnika z nedvomno najbolj izkušenega obrambnega taktika katere koli vojske in enega največjih francoskih vojaških junakov, na kar je bil razglašen 8. decembra 1918. Povabljen je bil na mirovno konferenco pri podpisu Versajske pogodbe 28. junija 1919. Njegovo delo vrhovnega poveljnika se je končalo z mirom in demobilizacijo. Po mirovnih pogojih je bil Petain januarja 1920 imenovan za podpredsednika obnovljenega Vrhovnega vojnega sveta Conseil supérieur de la Guerre. To je bil najvišji francoski vojaški položaj, katerega nosilec je bil imenovan za vrhovnega poveljnika v primeru vojne in ki je imel pravico prevladati nad načelnikom generalštaba (položaj, ki sta ga v dvajsetih letih 20. stoletja imela Petanova varovanca Buat in Debeney), in Petain ga je obdržal do leta 1931. Pétaina so prijatelji spodbujali, naj vstopi v politiko, čeprav je protestiral, da ga malo zanima, da bi kandidiral za izvoljen položaj. Kljub temu se je po volitvah novembra 1919 trudil in mu ni uspelo, da bi bil izvoljen za predsednika.
Kmalu po vojni je Pétain pred vlado predstavil načrte za velike tanke in letalske sile, toda "na sestanku Conseil supérieur de la Défense Nationale 12. marca 1920 je finančni minister François-Marsal objavil, da čeprav so bili Pétainovi predlogi odlični, so bili cenovno nedosegljivi." Poleg tega je François-Marsal napovedal zmanjšanja - v vojski s 55 divizij na trideset, v letalstvu in ni omenil tankov. Maršalom, Pétainu, Joffru in Fochu je bilo prepuščeno, da obdržijo svoje strategije. Glavni štab, ki je bil trenutno pod vodstvom generala Edmonda Buata, je začel resno razmišljati o načrtu za izgradnjo dolgih visokih utrdb ob meji z Nemčijo in njihovo poročilo je bilo predloženo 22. maja 1922. Vsi trije maršali so to podprli. Zmanjšanje vojaških izdatkov je pomenilo, da je bila ofenziva zdaj nemogoča in da je bila obrambna strategija vse, kar so lahko imeli.

### Rifska vojna
Pétain je bil februarja 1922 imenovan za generalnega inšpektorja vojske in je v sodelovanju z novim načelnikom generalštaba, generalom Marie-Eugèneom Debeneyjem, ter izdelal nov vojaški priročnik z naslovom Začasno navodilo o taktičnem zaposlovanju velikih enot, ki je kmalu  postal znan kot 'Biblija'. 3. septembra 1925 je bil Pétain imenovan za edinega vrhovnega poveljnika francoskih sil v Maroku za začetek velike kampanje proti plemenom Rif v sodelovanju s špansko vojsko, ki je bila uspešno zaključena do konca oktobra. Kasneje ga je v Toledu kralj Alfonso XIII odlikoval s špansko medaljo Militar.

### Visok kritik obrambe politike
Leta 1924 je bil državni zbor izvoljen na podlagi platforme skrajšanja dolžine državne službe na eno leto, čemur je Pétain skoraj nasilno nasprotoval. Januarja 1926 je načelnik generalštaba, general Debeney, predlagal Conseilu popolnoma novo vrsto vojske. Samo 20 pehotnih divizij bi se ohranilo na stalni osnovi". Po potrebi je bilo mogoče vpoklicati rezerve. Conseil v težkih okoliščinah ni imel druge možnosti, kot da se strinja. Pétain vsega tega seveda ni odobraval, saj je poudaril, da je treba Severno Afriko še braniti in da sama po sebi zahteva precejšnjo stalno vojsko. Toda po novem zakonu o organizaciji vojske iz leta 1927 je priznal, da plima teče proti njemu. Ni pozabil, da je vodja radikalov Édouard Daladier celo glasoval proti celotnemu paketu z utemeljitvijo, da je vojska še vedno prevelika.
5. decembra 1925, po Locarnski pogodbi, je Conseil zahteval takojšnje ukrepanje na liniji utrdb vzdolž vzhodne meje, da bi preprečil že predlagano zmanjšanje vojske. V ta namen je bila ustanovljena nova komisija pod vodstvom Josepha Joffra, ki je pozvala k poročanju. Julija 1927 je Pétain sam odšel izvidovati celotno območje. Vrnil se je s popravljenim načrtom in komisija je nato predlagala dve utrjeni regiji. Maginotova linija, kot so jo poimenovali (poimenovana po Andréju Maginotu, nekdanjemu vojnem ministru) je nato Pétainu leta 1928 pritegnila veliko pozornosti, ko je tudi veliko potoval in obiskoval vojaške objekte po državi. Pétain je svojo močno podporo Maginotovi liniji utemeljil na lastni izkušnji o vlogi utrdb med bitko pri Verdunu leta 1916. 
Francoski general Charles de Gaulle je bil vsa ta leta še naprej Pétainov sodelavec. Svojega najstarejšega sina naj bi celo poimenoval po maršalu, čeprav je bolj verjetno, da je sina poimenoval po družinskem predniku Jeanu Baptiste Philippe de Gaulle, preden se je končno sprl zaradi avtorstva knjige, za katero je rekel, da ima duha-napisanega za Pétaina.

### Izvolitev v francosko akademijo
Leta 1928 je Pétain podprl ustanovitev neodvisnih letalskih sil, ki so bile odvzete iz nadzora vojske, in 9. februarja 1931 je bil po upokojitvi kot podpredsednik vrhovnega vojnega sveta imenovan za generalnega inšpektorja za zračno obrambo. Njegovo prvo poročilo o zračni obrambi, predloženo julija istega leta, je zagovarjalo povečanje izdatkov. Leta 1931 je bil Pétain izvoljen za člana francoske Académie. Do leta 1932 so se gospodarske razmere poslabšale in vlada Édouarda Herriota je "resno zmanjšala obrambni proračun... naročila za nove oborožitvene sisteme so skoraj usahnila". Poletni manevri v letih 1932 in 1933 so bili odpovedani zaradi pomanjkanja sredstev, zaposlovanje v oboroženih silah pa je vpadlo. V zadnjem letu je general Maxime Weygand trdil, da "francoska vojska ni več resna bojna sila". Nova vlada Édouarda Daladierja se je Weygandu maščevala z zmanjšanjem števila častnikov ter znižanjem vojaških pokojnin in plač, pri čemer je trdil, da so takšni ukrepi, razen finančne strogosti, v duhu Ženevske konference o razorožitvi.
Leta 1938 je Pétain spodbujal in pomagal pisatelju Andréju Mauroisu pri izvolitvi v francosko akademijo – volitve, ki so bile zelo sporne, deloma zaradi Mauroisovega judovskega porekla. Maurois se je zahvalil za svoj dolg do Pétaina v svoji avtobiografiji iz leta 1941, Call no man happy – čeprav so se v času pisanja njune poti močno razšle, Pétain pa je takrat postal vodja države Vichy v Franciji, Maurois pa je odšel v izgnanstvo in se postavil na stran svobodnih francoskih sil.

### Vojni minister
Državo je preplavilo politično nelagodje in 6. februarja 1934 je pariška policija streljala na skupino skrajno desničarskih izgrednikov pred poslansko zbornico, pri čemer je ubila 14 in ranila še 236. Predsednik Albert Lebrun je povabil 71-letnega Doumerguea, da naj se vrne v politiko in sestaviti novo »vlado narodne enotnosti«. Pétain je bil 8. februarja povabljen, da se pridruži novemu francoskemu predsedniškemu kabinetu kot vojni minister, kar je po številnih zastopanjih le nejevoljno sprejel. Njegov pomemben uspeh tistega leta je bil razveljavitev prejšnjega Daladierjevega predloga za zmanjšanje števila častnikov v vojski. Pétain je izboljšal program zaposlovanja specialistov in podaljšal obdobje usposabljanja z zmanjšanjem pravic do dopusta. Vendar je Weygand tistega leta poročal senatni vojski komisiji, da se francoska vojska še vedno ne more upreti nemškemu napadu. Maršala Louis Franchet d'Espèrey in Hubert Lyautey (slednji je nenadoma umrl julija) sta poročilu dodala svoja imena. Po jesenskih manevrih, ki jih je Pétain ponovno vzpostavil, je bilo Pétainu predstavljeno poročilo, da so bili častniki slabo poučeni, in da so imeli malo osnovnega znanja in nezaupanja. Poleg tega mu je Maurice Gamelin povedal, da če bi plebiscit na ozemlju Posarskega bazena šel za Nemčijo, bi bila za francosko vojsko posredovanje "resna vojaška napaka". Pétain se je odzval tako, da je znova zaprosil vlado za dodatna sredstva za vojsko. V tem obdobju je večkrat pozival k podaljšanju roka obveznega služenja vojaškega roka za vojaške obveznike z dveh na tri leta, vendar brez uspeha. Pétain je spremljal predsednika Alberta Lebruna v Beograd na pogreb kralja Aleksandra, ki ga je 6. oktobra 1934 v Marseillu ubil Vlado Černozemski, bolgarski nacionalist iz IMRO. Tu je srečal Hermanna Göringa in moža sta se spomnila svojih izkušenj v veliki vojni. Ko se je Goering vrnil v Nemčijo, je z občudovanjem govoril o Pétainu in ga opisoval kot 'človeka časti'.

### Kritik vladne politike
Novembra je padla Doumergueova vlada. Pétain je že prej izrazil zanimanje, da bi bil imenovan za ministra za izobraževanje (in tudi za vojno), kar je vloga, v kateri je upal, da se bo boril proti temu, kar je videl kot propad francoskih moralnih vrednot. Nato pa je zavrnil nadaljevanje v Flandinovi (kratkotrajni) vladi kot vojni minister in je odstopil – kljub neposrednemu pozivu samega Lebruna. V tem trenutku se je v priljubljenem časopisu Le Petit Journal pojavil članek, ki je pozival k Pétainu kot kandidatu za diktaturo. Na anketo časopisa se je odzvalo 200.000 bralcev. Pétain je bil prvi s 47.000 glasovi pred Pierrom Lavalom z 31.000 glasovi. Ta dva moža sta maja 1935 odpotovala v Varšavo na pogreb poljskega maršala Piłsudskega (in tam se je Pétain znova srečal z Göringom). Čeprav je bil Le Petit Journal konservativen, je bil Pétainov visok ugled dvostrankarski; socialist Léon Blum ga je označil za "najbolj človeškega izmed naših vojaških poveljnikov". Pétain se v političnem kabinetu ni ukvarjal z nevojaškimi vprašanji in za razliko od drugih vojaških voditeljev ni imel slovesa skrajnega katoličana ali monarhista.
Ostal je v Conseil superieurju. Weygand je bil junija 1934 na manevrih britanske vojske v kampu Tidworth in je bil zgrožen nad tem, kar je videl. Pétain je v nagovoru pred Conseilom 23. trdil, da bi bilo brezplodno iskati pomoč Veliki Britaniji v primeru nemškega napada. 1. marca 1935 se je Pétainov slavni članek pojavil v reviji Revue des deux mondes, kjer je pregledal zgodovino vojske od 1927–28.  Kritiziral je rezervni sistem v Franciji in njeno pomanjkanje ustrezne zračne moči in oklepov. Ta članek se je pojavil le pet dni pred napovedjo Adolfa Hitlerja o novih nemških letalskih silah in teden dni pred napovedjo, da Nemčija povečuje svojo vojsko na 36 divizij. 26. aprila 1936 so rezultati splošnih volitev pokazali 5,5 milijona glasov za stranke Ljudske fronte proti 4,5 milijona za desnico pri 84-odstotni volilni udeležbi. Pétain je 3. maja opravil intervju v Le Journalu, kjer je sprožil napad na francosko-sovjetski pakt ter nasploh ostro obsodil komunizem (Francija je imela največjo komunistično partijo v Zahodni Evropi) in na tiste, ki so komunisti dopuščali intelektualno odgovornost. Povedal je, da je Francija izgubila vero v svojo usodo. Pétain je bil takrat star 80 let.

## Bitka za Francijo

### Vrnitev v vlado
Marca 1939 je bil Pétain imenovan za francoskega veleposlanika pri novo priznani nacionalistični vladi Španije. Pétain je poučeval španskega diktatorja Francisca Franca pred mnogimi leti na francoskem vojnem bojišču, Pétain pa je bil poslan v Španijo v upanju, da bo od svojega nekdanjega učenca pridobil stran od italijanskega in nemškega vpliva." Ko se je septembra začela druga svetovna vojna, je Daladier ponudil Pétainu položaj v njegovi vladi, kar pa je Pétain zavrnil. Po napadu Nemčije na Francijo se je Pétain 18. maja 1940 pridružil novi vladi Paula Reynauda, kjer je bil imenovan za podpredsednika vlade. Reynaud je upal, da bo verdunski junak v francoski vojski vnesel prenovljen duh upora in domoljubja. Po poročanju je Franco odsvetoval Pétain, da naj zapusti diplomatsko mesto v Madridu in da naj se vrne v propadajočo Francijo kot "žrtvovanje".
Do 26. maja so bile zavezniške čete premagane in britanske sile so se začele evakuirati v Dunkirku. Francoski vrhovni poveljnik Maxime Weygand je izrazil velik bes nad britanskim umikom in neizpolnjenimi obljubami britanskih lovskih letal. On in Pétain sta vojaške razmere opisala za brezupne. Polkovnik de Villelume je nato pred parlamentarno preiskovalno komisijo leta 1951 izjavil, da je Reynaud kot francoski premier tistega dne rekel Pétainu, da si morajo prizadevati za premirje. Weygand je dejal, da se zavzema za reševanje francoske vojske in da se "želi izogniti notranjim težavam in predvsem anarhiji". Churchillov sodelavec v Parizu, Edward Spears, je Francoze pozval, naj ne podpišejo premirja, češ da bi jih morala Velika Britanija bombardirati, če bi francoska pristanišča okupirala Nemčija. Spears je poročal, da se Pétain ni takoj odzval, ampak je stal tam "popolnoma pokončen, brez znakov panike ali čustev. Ni prikril dejstva, da se mu zdi situacija katastrofalna."V njem nisem mogel zaznati nobenega znaka zlomljene morale, tistega miselnega stiskanja rok in nastajajoče histerije, ki je opazna pri drugih" je še povedal. Pétain je pozneje premieju Reynaudu pripomnil o tej izjavi: "vaš zaveznik nam zdaj grozi". 
5. junija, po padcu Dunkirka, je prišlo do preoblikovanja predsedniškega kabineta. Reynaud je v svoj vojni kabinet kot podsekretarja za vojno pripeljal novega vojaškega generala Charlesa de Gaulla, katerega 4. oklepna divizija je prejšnji mesec izvedla enega redkih francoskih protinapadov. Pétain je bil nezadovoljen zaradi de Gaullovega imenovanja. Do 8. junija se je v Parizu že slišalo grmenje nemških topov in vlada se je pripravljala na odhod, čeprav je Pétain nasprotoval takšni potezi. Na seji vlade tistega dne je Reynaud trdil, da bi morala Francija, preden bo zaprosila za premirje, pridobiti dovoljenje Velike Britanije, da se oprosti njihovega sporazuma iz marca 1940, da ne podpiše ločenega premirja. Pétain je odgovoril, da so "interesi Francije pred interesi Britanije."Velika Britanija nas je spravila v ta položaj, zdaj pa se poskušajmo iz njega izvleči" je dejal Pétain. 

### Padec Francije
10. junija zjutraj je vlada odšla iz Pariza v Tours. Weygand, vrhovni poveljnik, je izjavil, da so "francoski boji proti nemcem postali nesmiselni". On, finančni minister Paul Baudouin in številni drugi člani vlade so že sklenili, da podpišejo premirje. 11. junija je Winston Churchill odletel v Château du Muguet v Briare blizu Orléansa, kjer je najprej predstavil svojo idejo o bretonski reduti, na kar je Weygand odgovoril, da je to le "fantazija". Churchill je nato dejal, da bi morali Francozi razmisliti o "gverilskem boju". Pétain je nato odgovoril, da bi to pomenilo uničenje države. Churchill je pa dejal, da bi Francozi morali braniti Pariz, in Pétaina spomnil, kako je s štiridesetimi divizijami marca 1918 priskočil na pomoč Britancem, in ponovil Clemenceaujeve besede. 
"Boril se bom pred Parizom, v Parizu in za Parizom."
Na to je, kot je pozneje poročal Churchill, Pétain tiho in dostojanstveno odgovoril, da je imel v tistih dneh strateško rezervo šestdesetih divizij; zdaj jih ni bilo in Britanci bi morali zagotoviti divizije v pomoč Franciji. Padec Pariza ne bi vplival na končni dogodek. Na konferenci se je Pétain prvič po dveh letih srečal z Charlesom de Gaullom. Pétain je opozoril na njegovo nedavno napredovanje v generala in dodal, da mu ni čestital, saj činovi niso bili koristni pri grozečem porazu države. Ko je de Gaulle protestiral, da je bil Pétain sam imenovan za častnika in poveljnika divizije v bitki pri Marni leta 1914, je odgovoril, da "ni primerjave" s sedanjo situacijo. de Gaulle je kasneje priznal, da je imel Pétain vsaj toliko prav.
12. junija se je po drugi seji konference sestal predsedniški kabinet in Weygand je ponovno pozval k podpisu premirja. Omenil je nevarnost vojaških in civilnih neredov ter možnost komunistične vstaje v Parizu. Pétain in minister za informacije Prouvost sta pozvala vlado, naj zasliši Weyganda, ker je bil edini, ki je res vedel, kaj se dogaja tako v Parizu kot po državi.

Churchill se je 13. junija vrnil v Francijo na drugo konferenco v Toursu. Baudouin je srečal njegovo letalo in mu takoj spregovoril o brezupnosti nadaljnjega francoskega odpora. Reynaud je nato vladne predloge o premirju predložil Churchillu, ta pa je odgovoril, da "karkoli se je zgodilo, Franciji ne bodo očitali nobenih očitkov". Na seji vlade tistega dne je Pétain odločno podprl Weygandovo zahtevo po premirju in vladi prebral osnutek predloga, v katerem je Pétain povedal:
Potrebno je ostati v Franciji, pripraviti narodni preporod in deliti trpljenje našega ljudstva. Nemogoče je, da bi vlada zapustila francosko zemljo, ne da bi emigrirala in ne da bi dezertirala. Dolžnost vlade je, karkoli že, ostati v državi, ali pa se je ni mogoče več obravnavati kot vlado.
Več ministrov je še vedno nasprotovalo podpisu premirju, Weygand pa jih je takoj preglasil, da so celo sami zapustili Pariz. Povedal je tako, kot je rekel Pétain, da ne bo nikoli zapustil Francije.
Vlada se je 14. junija popoldne preselila v Bordeaux, kamor so francoske vlade pobegnile pred nemškimi invazijami v letih 1870 in 1914. Po naključju je 14. junija zvečer v Bordeauxu de Gaulle večerjal v isti restavraciji kot Pétain; prišel je, da bi mu molče stisnil roko v zameno, da se nikoli več ne bi srečala. 
Skupščina, tako senat kot zbornica, sta bila tudi v Bordeauxu in začela z razpravo o premirju. Reynaud je na predsedniškemu kabinetu 15. junija pozval Francijo, naj sledi zgledu Nizozemske, da mora vojska odložiti orožje, da bi se boj lahko nadaljeval iz tujine. Pétain je bil temu naklonjen. Pétaina so poslali na 15-minutni pogovor z Weygandom (ki je čakal zunaj, ker ni bil član predsedniškega kabineta). Weygand ga je prepričal, da bi bil Reynaudov predlog sramotna predaja. Chautemps je nato predstavil drugi predlog, poizvedbo o pogojih. Kabinet je za predlog Chautempsa glasoval s 13 proti 6. Admiral Darlan, ki je nasprotoval premirju do 15. junija, je zdaj postal ključni igralec in se je strinjal za podpis premirja, pod pogojem, da bo francoska flota izven nemških rok.

### Pétain nadomesti Reynauda
V nedeljo, 16. junija, je ameriški predsednik Franklin Roosevelt odgovoril na prošnje francoskega predsednika Alberta Lebruna za pomoč le z nejasnimi obljubami in dejal, da je nemogoče, da bi predsednik kar koli storil brez odobritve kongresa. Pétain je nato iz svojega žepa vzel odstopno pismo, dejanje, ki je zagotovo zrušilo vlado (Weyganda je prepričal, da naj pride v Bordeaux, tako da mu je povedal, da bo odločilni dan 16. junij). Lebrun ga je prepričal, naj ostane, dokler ne prejme Churchillovega odgovora. Po kosilu je prispel Churchillov telegram, v katerem se je strinjal za podpis premirja pod pogojem, da se francoska mornarica premesti v britanska pristanišča, kar Darlanu ni bilo sprejemljivo, saj je trdil, da je to nezaslišano in da bi Francijo pustilo brez obrambe. 
Tisto popoldne je britanska vlada ponudila skupno državljanstvo Francozom in Britancem v francosko-britanski uniji. Reynaud in pet ministrov so menili, da so ti predlogi sprejemljivi. Drugi niso, saj so v ponudbi videli žaljivo in kot naklep, da bi Francijo podredili Veliki Britaniji, kot nekakšno dodatno Dominijo. V nasprotju s poznejšim spominom predsednika Alberta Lebruna se zdi, da kabinet 16. junija ni opravil uradnega glasovanja. Izid sestanka je bil negotov. Deset ministrov se je želelo boriti naprej, sedem pa se je zavzelo za premirje (vendar sta med njimi bila tudi dva podpredsednika vlade Pétain in Camille Chautemps, temu stališču pa je bil naklonjen tudi vrhovni poveljnik general Weygand). Osem jih je bilo sprva neodločenih, vendar se je nagnilo proti premirju.
Lebrun je 17. junija nejevoljno sprejel Reynaudov odstop s položaja predsednika vlade. Reynaud je predsedniku priporočil, naj na njegovo mesto imenuje maršala Pétaina, kar je storil isti dan, medtem ko je bila vlada v Bordeauxu. Pétain je že imel pripravljeno ministrsko ekipo: Pierra Lavala za zunanje zadeve (na to imenovanje je Weygand na kratko zavrnil veto), Weyganda kot ministra za obrambo, Darlana kot ministra za mornarico in Bouthillierja za finance.

## Predsednik Višijske Francije

### Premirje
Ustanovljen je bil nov predsedniški kabinet s Pétainom kot predsednikom vlade, s Henryjem du Moulinom de Labarthètom kot sekretarjem kabineta. Ob polnoči 18. junija 1940 je Baudouin prosil španskega veleposlanika, naj Nemčiji predloži prošnjo za takojšnjo prenehanje sovražnosti in naj Nemčija objavi svoje mirovne pogoje. Ob 12:30 tega dne je Pétain opravil svoj prvi govor na radiju za Francoze. 
"Navdušenje države nad Maréchalom je bilo ogromno. Sprejeli so ga tako različni ljudje, kot so Claudel, Gide in Mauriac, pa tudi ogromna množica neučenih Francozov, ki so ga videli kot svojega rešitelja." General de Gaulle, ki ni bil več v kabinetu, je 17. junija prispel v London in 18. junija od tam pozval k odporu, brez pravnega pooblastila, poziv, ki ga je upoštevalo razmeroma malo ljudi. 
Kabinet in parlament sta se še vedno prepirala glede vprašanja, ali naj se umaknejo v Severno Afriko ali ne. 18. junija sta Édouard Herriot (ki je bil kasneje priča tožilstva na Pétainovem sojenju) in Jeanneney, predsednika obeh zbornic parlamenta, kot tudi Lebrun izjavila, da želita oditi. Pétain je izjavil, da ne bo odšel. 20. junija je delegacija obeh zbornic prispela k Pétainu, da bi protestirala proti predlaganemu odhodu predsednika Lebruna. Naslednji dan so odšli k Lebrunu. V tem primeru se je v Afriko odpravilo le 26 poslancev in 1 senator, med njimi tisti z judovskim poreklom Georges Mandel, Pierre Mendès France in nekdanji minister za izobraževanje Ljudske fronte Jean Zay. Pétain je na ta dan znova opravil govor pred Francozi.
Francija je 22. junija v Compiègnu z Nemčijo podpisala premirje, kar je Nemčiji dalo nadzor nad severnim in zahodnim delom države, vključno s Parizom in vso atlantsko obalo, vendar je ostalo, približno dve petini francoskega predvojnega ozemlja, ostalo nezasedeno. Pariz je ostal "de jure" prestolnica. Francoska vlada se je 29. junija preselila v Clermont-Ferrand, kjer so potekale prve razprave o ustavnih spremembah, Pierre Laval pa se je osebno pogovarjal s predsednikom Lebrunom, ki v tem primeru ni zapustil Francije. 1. julija se je vlada, ki je ugotovila, da je Clermont preveč utesnjen, na Baudouinov predlog preselila v Vichy, kjer so bili prazni hoteli bolj primerni za vladna ministrstva.

### Ustavna sprememba
Poslanska zbornica in senat, ki sta se sestala kot "kongres", sta 10. julija sklicala nujno sejo, da bi ratificirala premirje. Hkrati je bil vložen osnutek ustavnih predlogov. Spregovorila sta predsednika obeh zbornic in izjavila, da je potrebna ustavna reforma. Kongres je glasoval s 569 proti 80 (z 18 vzdržanimi) za podelitev pooblastila kabinetu za pripravo nove ustave, s čimer je dejansko "glasoval, da Tretja francoska republika razpade". Skoraj vsi francoski zgodovinarji, pa tudi vse povojne francoske vlade, menijo, da je bilo to glasovanje nezakonito; ne samo, da ni bilo prisotnih več poslancev in senatorjev, ampak je bilo v ustavi izrecno pisalo, da republiške oblike vladanja ni mogoče spremeniti, čeprav bi lahko trdili, da je bila postavljena republiška diktatura. Naslednji dan je Pétain uradno prevzel skoraj absolutna pooblastila kot "vodja države." Z dokončnim razpadom tretje francoske republike je bila 10. julija ustanovljena Višijska Francija. 
Pétain je bil po temperamentu in izobrazbi reakcionaren in je za francoski poraz hitro začel kriviti Tretjo francosko republiko in njeno endemično korupcijo. Njegov režim je kmalu dobil jasne avtoritarne - in v nekaterih primerih fašistične - značilnosti. Republikansko geslo "Liberté, égalité, fraternité" ("Svoboda, enakost, bratstvo") je bilo zamenjano s "Travail, famille, patrie" ("Delo, družina, domovina"). Izdal je nove ustavne akte, s katerimi je ukinil predsedstvo, za nedoločen čas prekinil parlament, dal mu je tudi polna pooblastila za imenovanje in odpuščanje ministrov in članov javnih uslužbencev, sprejemanje zakonov prek ministrskega sveta in imenovanje naslednika (izbral je Lavala). Čeprav je Pétain javno izjavil, da si ne želi postati "cezar," je imel do januarja 1941 praktično ves nadzor nad oblastjo v Franciji; skoraj vsa zakonodajna, izvršilna in sodna oblast je bila de jure ali de facto v njegovih rokah. Eden od njegovih svetovalcev je komentiral, da je imel več moči kot kateri koli francoski voditelj od Ludvika XIV. Fašistične in revolucionarne konservativne frakcije v novi vladi so izkoristile priložnost, da sprožijo ambiciozen program, znan kot "nacionalna revolucija", ki je zavrnil večino sekularnih in liberalnih tradicij nekdanje tretje republike v korist avtoritarne, paternalistične, katoliške družbe. Pétain se je med drugim izvzel pri uporabi izraza "revolucija", da bi opisal tisto, za kar je menil, da je v bistvu konservativno gibanje, sicer pa je sodeloval pri preoblikovanju francoske družbe iz "republike" v "državo". Dodal je, da bo nova Francija "družbena hierarhija ... ki zavrača napačno idejo o naravni enakosti ljudi."
Nova vlada je nemudoma uporabila svoja nova pooblastila in odredila ostre ukrepe, vključno z odpuščanjem republiških javnih uslužbencev, uvedbo izjemnih pristojnosti, razglasitvijo antisemitskih zakonov ter zapiranjem nasprotnikov in tujih beguncev. Uvedena je bila cenzura, svoboda izražanja in mišljenja pa je bila dejansko odpravljena s ponovnim uvedbo kaznivega dejanja "kaznenega kaznivega dejanja mnenja". 
Višijski režim je organiziral "Légion Française des Combattants", ki je vključeval "Prijatelje Legije" in "Kadete Legije", skupine tistih, ki se niso nikoli borili, a so bili politično navezani na novi režim. Pétain je zagovarjal podeželsko, katoliško Francijo, ki je zavračala internacionalizem. Kot upokojeni vojaški poveljnik je vodil francosko višijsko državo po vojaških poteh. 

### Državno sodelovanje z Nemčijo
V nekaj mesecih je Pétain podpisal antisemitske odloke. To je vključevalo zakon o statusu Judov, ki je Judom prepovedalo opravljanje številnih poklicev, in zakon o tujih državljanih judovske rase, ki je dovolil pridržanje tujih Judov. Pétainova vlada je bila kljub temu mednarodno priznana, zlasti v ZDA, vsaj do nemške okupacije preostale Francije. Niti Pétain, niti njegovi zaporedni namestniki, Laval, Pierre-Étienne Flandin ali admiral François Darlan, niso dali pomembnega odpora zahtevam Nemcev, da bi posredno pomagali silam osi. Ko pa se je Adolf Hitler oktobra 1940 v Montoireju srečal s Pétainom, da bi razpravljal o vlogi francoske vlade v novem "evropskem redu", je maršal Pétain poslušal Hitlerja. Niti enkrat ni ponudil sočutne besede za Nemčijo." Kljub temu je njuno rokovanje povzročilo veliko razburjenja v Londonu in verjetno vplivalo na odločitev Velike Britanije, da zagotovi pomorsko podporo Svobodne Francije za njihove operacije v Gabonu. Poleg tega je Francija celo ostala formalno v vojni z Nemčijo, čeprav je nasprotovala Svobodnim Francozom. Po britanskih napadih julija in septembra 1940 (Mers el Kébir, Dakar) se je francoska vlada vse bolj bala Britancev in je dala pobudo za sodelovanje z okupatorji. Pétain je sprejel vladno ustanovitev kolaboracionistične oborožene milice (Milice) pod poveljstvom Josepha Darnanda, ki je skupaj z nemškimi silami vodil kampanjo zatiranja francoskega odpora (»makiji«).  
Pétain je sprejel Darnanda v svojo vlado kot sekretarja za vzdrževanje javnega reda (Secrétaire d'État au Maintien de l'Ordre). Avgusta 1944 se je Pétain poskušal oddaljiti od zločinov Milice tako, da je Darnandu napisal opomin za "ekscese" organizacije. Darnand je sarkastično odgovoril, da bi Pétain moral "na to pomisliti že prej".
Pétainova vlada je privolila v zahteve sil osi po velikih zalogah industrijskih proizvodov in živil ter ukazala tudi francoskim vojakom v francoskem kolonialnem imperiju (v Dakarju, Siriji, Madagaskarju, Oranu in Maroku), da branijo suvereno francosko ozemlje pred kakršnimi koli agresorji, zavezniškimi ali kako drugače.  
Pétainovi motivi so tema širokega ugibanja. Winston Churchill se je med bližajočim se padcem Francije pogovarjal z Reynaudom in o Pétainu rekel: "... vedno je bil porazen, tudi v zadnji vojni [prvi svetovni vojni]." 
11. novembra 1942 so nemške sile napadle in okupirale nezasedeno območje južne Francije (ozmelje Višijske Francije) kot odgovor na izkrcanje zaveznikov v Severni Afriki in dogovor admirala Darlana, da podpre zaveznike. Čeprav je francoska vlada nominalno ostala obstoječa, pod njo je bila civilna uprava skoraj vse Francije, ni Pétain postal nič drugega kot figura, saj so Nemci zanikali pretvarjanje "neodvisne" vlade v Višiju. Vendar je Pétain ostal priljubljen in se je udeležil vrste obiskov po Franciji vse do leta 1944, ko je 28. aprila prispel v Pariz, kar je nacistični propagandni filmski film opisal kot "zgodovinski" trenutek za mesto. Velike množice so mu ploskale pred Hôtel de Ville in na ulicah.

### Izgnanstvo v Sigmaringen
17. avgusta 1944 so Nemci pri osebi Cecila von Renthe-Finka, "posebnega diplomatskega delegata Führerja pri vodji francoske države", prosili Pétaina, naj dovoli premestitev v severno cono. Pétain je zavrnil in zahteval pisno formulacijo te zahteve. Renthe-Fink je 18. dvakrat obnovil svojo prošnjo, nato pa se je vrnil 19. ob 11.30 v spremstvu generala von Neubroona, ki mu je povedal, da ima "formalna naročila iz Berlina". Pisno besedilo je bilo predloženo Pétainu, v katerem je pisalo: "Vlada rajha naroča premestitev vodje države, tudi proti njegovi volji". Soočeni z maršalovim nadaljnjim zavračanjem so Nemci zagrozili, da bodo pripeljali Wehrmacht, da bo bombardiral Vichy. Potem, ko je Pétain od švicarskega veleposlanika Walterja Stuckega zahteval, da priča o izsilju Nemcev, je dovolil. Ko je Renthe-Fink ob 19:30 prispel v maršalovo pisarno v Hôtel du Parc z generalom Neubronnom, je vodja države nadzoroval pakiranje njegovih kovčkov in dokumentov. Naslednji dan, 20. avgusta 1944, na dan ko je razpadla Višijska Francija, je nemška vojska Pétaina proti njegovi volji odpeljala v Belfort in nato 8. septembra v Sigmaringen v jugozahodni Nemčiji, kamor so se zatekli dostojanstveniki njegovega režima. 
Po osvoboditvi Francije so Nemci 7. septembra 1944 Pétaina in druge člane francoskega kabineta v Višiju premestili v enklavo Sigmaringen v Nemčiji, kjer so postali člani Višijske vlade v izgnanstvu do aprila 1945. Pétaina pa je, ker je bil prisiljen zapustiti Francijo, zavrnil sodelovanje v tej vladi in Fernand de Brinon je nato vodil vladno komisijo. V opombi z dne 29. oktobra 1944 je Pétain de Brinonu prepovedal uporabo maršalovega imena v kakršni koli povezavi s to novo vlado, 5. aprila 1945 pa je Pétain napisal pismo Hitlerju, v katerem je izrazil željo po vrnitvi v Francijo. Na to pismo ni nikoli prejel nobenega odgovora. Vendar pa so ga na njegov 89. rojstni dan, skoraj tri tedne pozneje, odpeljali na švicarsko-francosko mejo. Dva dni pozneje je prestopil francosko mejo in vstopil nazaj na francosko ozmelje.

## Povojno življenje

### Sojenje na višjem sodišču
Potem, ko je bila ustanovljena začasna francoska vlada, ki jo je vodil Charles de Gaulle, je bil Pétain zadržan v priporu, nato pa so ga premestili na višje sodišče, kjer so mu 23. julija 1945 začeli soditi zaradi izdaje. Potem, ko je bil oblečen v uniformo francoskega maršala, je Pétain večino sodnih postopkov molčal po prvotni izjavi, da je zavrnil pravico višjega sodišča, kot je bilo ustanovljeno, da mu sodi. de Gaulle je kasneje kritiziral sojenje in izjavil:
Prepogosto so bile razprave videti kot partizanski proces, včasih celo obračunavanje, ko je bilo treba celotno zadevo obravnavati le s stališča narodne obrambe in neodvisnosti.
15. avgusta je bilo sojenje končano, Pétain pa je bil po vseh obtožbah spoznan za krivega. Sodišče ga je obsodilo na smrtno kazen. Vendar je sodišče zaradi njegove visoke starosti (takrat je bil Pétain star že 89 let) zahtevalo, da se obsodba ne izvrši. Charles de Gaulle, ki je bil ob koncu vojne predsednik začasne vlade Francoske republike, je zaradi Pétainove visoke starosti ter njegovega dobrega služenja v prvi svetovni vojni, obsodbo spremenil v dosmrtno ječo. Po njegovi obsodbi je sodišče Pétainu odvzelo vse vojaške činove in časti, razen enega - odlikovanja maršala Francije.
V strahu pred nemiri ob razglasitvi kazni je de Gaulle ukazal, da naj Pétaina z zasebnim letalom prvega nemudoma prepeljejo v Fort du Portalet v Pirenejih, kjer je ostal do 16. novembra istega leta. Vlada ga je pozneje zaprla v ječo Fort de Pierre-Levée na otoku Île d'Yeu, majhnem otoku ob francoski atlantski obali.

### Zapor
V naslednjih letih so Pétainovi odvetniki ter številne tuje vlade in dostojanstveniki, vključno s kraljico Marijo in vojvodom Windsorskim, zaprosili zaporedne francoske vlade za Pétainovo izpustitev, vendar glede na nestabilno stanje politike četrte francoske republike nobena vlada ni bila pripravljena tvegati nepriljubljenosti z njegovo izpustivijo. Že junija 1946 je ameriški predsednik Harry S. Truman zaman posredoval prošnjo za njegovo izpustitev in celo ponudil politični azil v ZDA. Podobno ponudbo je kasneje podal španski diktator Francisco Franco.
Čeprav je bil Pétain v času, ko je bil pripeljan v zapor, še vedno v dobrem zdravju za svoja leta, pa je od začetka leta 1947 začel trpeti za težavami z spominom. Do januarja 1949 je bilo njegovih lucidnih intervalov vedno manj. 3. marca 1949 se je na zasedanju Sveta ministrov (mnogi med njimi so bili "samooklicani heroji odpora" po besedah biografa Charlesa Williamsa) izovel hud prepir o zdravniškem poročilu, ki je priporočalo, da ga preselijo v Val-de -Grâce (vojaško bolnišnico v Parizu), ukrep, do katerega je bil pred tem naklonjen francoski premier Henri Queuille. Do maja 1949 je Pétain potreboval stalno zdravstveno nego in pogosto je trpel zaradi halucinacij, npr. da je v bitki poveljeval vojskam ali da so gole ženske plesale po njegovi sobi. Do konca leta 1949 je bil Pétain skoraj popolnoma senilen, z le občasnimi trenutki lucidnosti. Začele so ga mučiti tudi težave s srcem in ni mogel več hoditi brez pomoči. Ker se je njegovo zdravje vedno bolj slabšalo, so začeli delati načrte za njegov pogreb.
8. junija 1951 je predsednik Auriol sporočil, da Pétain ne bo več dolgo časa živel in da je bila zato njegova kazen spremenjena v bolnišnico; novica je bila tajna do predsedniških volitev 17. junija, vendar je bil do takrat Pétain že preveč bolan, da bi ga premestili v Pariz.

### Smrt
Phillippe Pétain je umrl 23. julija 1951 na zasebnem domu v Port-Joinvilleu na otoku Île d'Yeu, v starosti 95 let. Pokopali so ga na lokalnem pokopališču (Cimetière communal de Port-Joinville). Pozvani so bili, da se njegovo truplo premesti v grob, pripravljen zanj v Verdunu.
Njegov nekdanji varovanec Charles de Gaulle je pozneje zapisal, da je bilo Pétainovo življenje "zaporedoma banalno, nato veličastno, nato obžalovanja vredno, a nikoli povprečno".

## Zapuščina

### Pétainova krsta
Februarja 1973 so s pokopališča Île d'Yeu skrajneži izkopali Pétainovo krsto, v kateri je bilo njegovo truplo. Zahtevali so, da predsednik Georges Pompidou privoli ponoven pogreb na pokopališču Douaumont med mrtvimi v bitki v Verdunu. Policija je krsto zasegla nekaj dni pozneje in jo slovesno pokopala s predsedniškim vencem na otoku Île d'Yeu kot prej.

### Eponomija
Mount Pétain, bližnji potok Pétain Creek in slapovi Pétain, ki tvorijo kotlino Pétain na celinski ločnici v kanadskih skalnatih gorah, so bili poimenovani po njem leta 1919; vrhovi z imeni drugih francoskih generalov so v bližini: Foch, Cordonnier, Mangin, Castelnau in Joffre. Hengshan Road v Šanghaju je bila "avenija Pétain" med letoma 1922 in 1943. V Singapurju je imenovana cesta Pétain v soseski Little India. Pinardville, tradicionalno francosko-kanadska soseska Goffstowna v New Hampshireu, ima ulico Pétain iz dvajsetih let dvajsetega stoletja, poleg vzporednih ulic, poimenovanih po drugih generalih iz prve svetovne vojne, Johnu Pershingu, Douglasu Haigu, Ferdinandu Fochu in Josephu Joffru.

### Newyorški kanjon herojev
26. oktobra 1931 je bil Pétain počaščen s parado s trakom po kanjonu herojev na Manhattnu. Razmišljali so o odstranitvi traku na pločniku, ki označuje parado za Pétaina, glede na njegovo vlogo pri nacisti v drugi svetovni vojni.